# 新平省
新平省（越南语：／）是法属交趾支那后期短暂存在的一个省，範圍大約相等於今日胡志明市新平郡、平盛郡。

## 历史
1944年5月11日，法属印度支那总督让德句签署法令，以嘉定省旧邑郡阳和上总（平兴和村、富润村、新山二村、新山和村、新和村、永禄村和富寿和村7村）、平治上总5村（亨通社村、亨通西村、平和社村、盛美村和安会村），茹𦨭郡平治下总5村（新顺东村、新贵东村、富美西村、福隆东村和富春会村）、阳和下总隆德东村的一部分和守德郡安平总安庆社村的一部分，设立新平省，省莅设在阳和上总富润村。新平省下辖周城郡1郡，郡下不辖总，直接管辖村社。
1945年8月，日本战败投降后，法国重返交趾支那。新平省被撤销，重新并入嘉定省。